# Музеј невиности (музеј)
Музеј невиности (тур. Masumiyet Müzesi) је музеј у Истанбулу који је 2012. године основао турски књижевник Орхан Памук, уз свој роман Музеј невиности. Музеј и роман настали су у тандему, усредсређени на приче две истанбулске породице. Музеј је 17. маја 2014. добио награду Европски музеј године 2014.
Како роман, тако и музеј нуди увид у живот више класе у Истанбулу од 1970-их до раних 2000-их. Роман детаљно описује причу о Кемалу, богатом Истанбулцу, који се заљубљује у своју сиромашнију рођаку Фусун, а музеј приказује артефакте њихове љубавне приче. Како се наводи на веб-сајту музеја, збирка, која обухвата више од хиљаду предмета, представља оно што су ликови романа „користили, носили, чули, видели, сакупљали и сањали, све помно сложено у кутије и витрине“.
Музеј је смештен на спрату једне зграде из 19. века. 

## Историја
Памук је први пут почео да сакупља предмете за музеј средином 1990-их. „Желео сам да сакупим и изложим „праве” предмете измишљене приче у музеју и да напишем роман на основу тих предмета”, рекао је он. Памук наводи да су неки од предмета изложених у музеју припадали породици и пријатељима, док су други пронађени негде другде у Истанбулу, или сакупљени из целог света. Међутим, није прецизирао који од објеката су директно повезани са његовим животом; он сматра да наратив музеја треба да одражава наратив романа, а не његов сопствени, и изјавио је да „Ово није музеј Орхана Памука“.
Након што је роман објављен на турском језику 2008. године, колекција музеја је завршена, заједно са мултидисциплинарним тимом уметника, дизајнера и архитеката. Отворен је у априлу 2012. и сада садржи више од хиљаду предмета.

## Локација
Музеј се налази у четврти Чукурчума у четврти Бејоглу у Истанбулу у Турској. Смештен је у дрвеној згради из 19. века на углу улица Чукурчума и Далгич.

## Концепт
Смештен у делу Истанбула познатом по старим антикварницама које се нижу кроз његове уске улице, музеј одражава карактер свакодневних предмета Истанбула из више класе из 1970-их. Састоји се од низа приказа, од којих сваки одговара једном од 83 поглавља у роману. Према нарацији, ове предмете је прикупио и распоредио Кемал, протагониста романа, јер су повезани са његовим сећањима на Фусун, за коју је заинтересован кроз роман. Излози укључују велику стаклену витрину у којој се налази 4.213 опушака, од којих је сваки попушила Фусун, колекцију сланика, и слике и мапе истанбулских улица на којима се прича одвија. Све на четири спрата музеја упућује на роман и еру у којој је књига смештена. Упркос спрези музеја и романа, Памук тврди да се они могу живети независно једно од другог: „као што је роман у потпуности схватљив без посете музеју, тако је и музеј место које се може посетити и доживети самостално."
Памук је од самог почетка паралелно развијао идеју о музеју и роману; музеј није „заснован" на роману, а исто тако роман није написан да би обухватио музеј. Ово замагљивање линија између њих двоје истражено је и у роману Музеј невиности и у музејском каталогу Невиност предмета. Почетком 1990-их, Памук је почео да сакупља предмете из прошлости које је видео и које је волео у старинарницама и домовима пријатеља, постепено формирајући наратив који ће постати Музеј невиности. Ако је у старинарници видео предмет за који је мислио да одговара роману, куповао га је и описао у тексту. Наилазио је и на предмет који би инспирисао нову причу у роману; или је тражио објекте који ће одговарати постојећој причи.

### Манифест за музеје
У "Невиности предмета", каталогу који описује настанак романа-музеја, Памук излаже манифест за музеје. Он позива на замену „великих националних музеја као што су Лувр и Ермитаж“ за „мање, индивидуалистичкије и јефтиније“ музеје, причајући „приче“ уместо „историје“. Музеј, пише он, треба да ради на способности да „открије људскост појединаца“.